# Laguna Hedionda
A Laguna Hedionda é uma laguna boliviana de água salgada localizada no departamento de Potosí, próximo à fronteira com o Chile.
Possui uma superfície aproximada de 4,5 km² e encontra-se a 4.100 metros de altitude.